# Lucaswolde
Lucaswolde (en groningois :  Luukswold ou Luukswolle) est un village de la commune néerlandaise de Westerkwartier, situé dans la province de Groningue. 

## Géographie
Le village constitue un seul ensemble avec le village de Boerakker et est situé à 16 km à l'ouest de Groningue.

## Histoire
Lucaswolde fait partie de la commune de Marum avant le 1er janvier 2019, date à laquelle celle-ci est rattachée à la nouvelle commune de Westerkwartier.

## Démographie
En 2018, le village comptait 198 habitants.